# 克里克山
76°36′S 162°9′E / 76.600°S 162.150°E
克里克山（英語：Mount Creak），是南極洲的山峰，位於維多利亞地的斯科特海岸，屬於科克伍德山脈的一部分，海拔高度1,240米，由英國探險隊發現，現時由南極條約體系管理。